# Friedrich Simon Archenhold

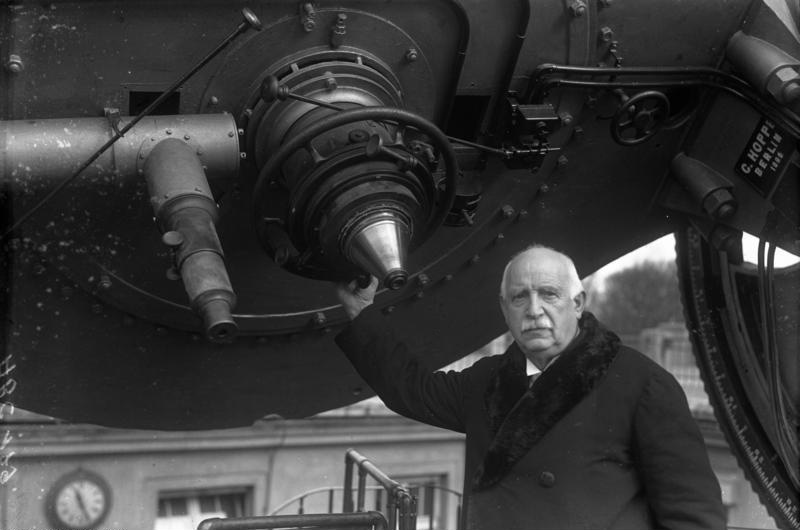
Friedrich Archenhold (1931)

Friedrich Simon Archenhold (* 2. Oktober 1861 in Lichtenau in Ostwestfalen; † 14. Oktober 1939 in Berlin) war ein deutscher Astronom. Er war Mitbegründer der seit 1946 nach ihm benannten Archenhold-Sternwarte in der damaligen Landgemeinde Treptow bei Berlin (heute im Berliner Ortsteil Alt-Treptow).

## Leben und Wirken

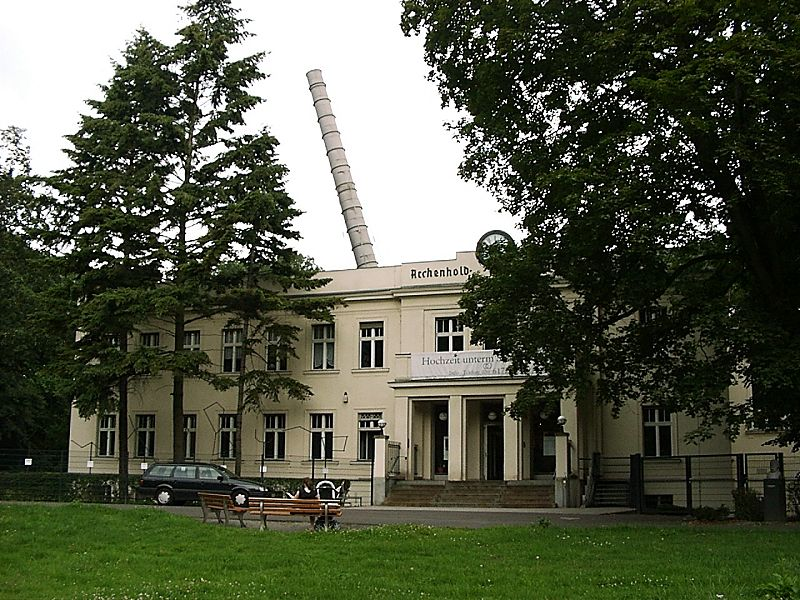
Archenhold-Sternwarte in Alt-Treptow

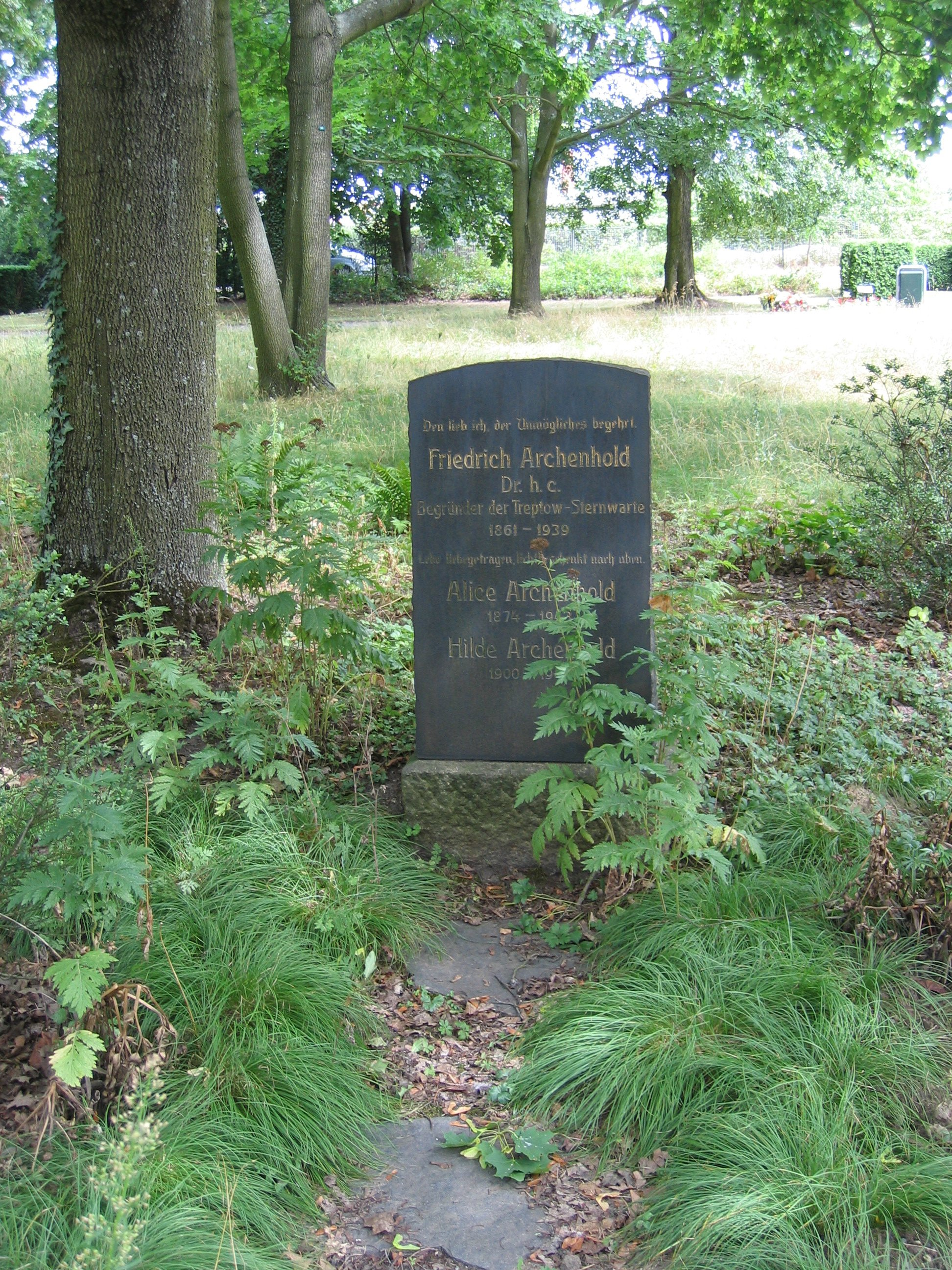
Archenholds Grab auf dem Zentralfriedhof Friedrichsfelde

Friedrich Simon Archenhold legte Ostern 1882 an der Realschule 1. Ordnung zu Lippstadt (heute Ostendorf-Gymnasium) seine Maturitätsprüfung ab und studierte von 1882 bis 1887 in Berlin und Straßburg.
Sein ehemaliger Professor, Wilhelm Foerster, unterstützte ihn bei seinen Forschungen. 1889 wurde Archenhold erster Astronom der von Foerster mitbegründeten und in jenem Jahr eingeweihten Berliner Volksbildungsanstalt Urania, in deren Sternwarte sich der Bamberg-Refraktor befand, der damals der größte Refraktor im Königreich Preußen war. 1890 wurde er Mitarbeiter der Berliner Sternwarte, dessen Direktor Foerster war, und richtete in seinem Auftrag am Halensee im Grunewald für diese eine fotografische Außenstelle ein. Am 27. Oktober 1891 entdeckte er dort nahe dem Stern ξ-Persei im Sternbild Perseus mithilfe der Fotografie einen ausgedehnten Nebel (den Perseus-Nebel) und veröffentlichte diese Entdeckung in den Astronomischen Nachrichten.
Schwierigkeiten aufgrund fehlender technischer Mittel bei dem Nachweis, dass es sich um einen eigenständigen Nebel handelt, führten wohl zu ersten Planungen Archenholds für ein neues großes Teleskop. Aufgrund seiner Planungen und im Zuge der Vorbereitungen für die Berliner Gewerbeausstellung 1896 zu Treptow entstand dann das – manchmal auch Himmelskanone genannte – Fernrohr mit 21 m Brennweite, bis heute das längste Linsenfernrohr der Erde.
Am 1. Mai 1896 eröffnete die Berliner Gewerbeausstellung, endgültig fertiggestellt unter der Leitung von Archenhold wurde das Fernrohr jedoch erst im September. Durch den großen Besucherandrang zum Fernrohr und das starke Interesse vieler Bevölkerungsschichten kam es zu dem Entschluss, das Fernrohr und das umgebende Gebäude im Treptower Park zu belassen. Dies war faktisch die Gründung der Volkssternwarte, die damals Treptow-Sternwarte genannt wurde und seit 1946 Archenhold-Sternwarte heißt.
1898 wurde als Rechtsträger der Verein Treptow-Sternwarte e. V. gegründet, der die Sternwarte führte und dessen Vorsitzender Archenhold war. Archenhold hielt einerseits viele Vorträge in der Sternwarte und außerhalb und war andererseits für den Betrieb und die Finanzierung verantwortlich. 1912 hatte er die Idee, Filme als Medium für die Wissensvermittlung in der Sternwarte einzusetzen.
Archenhold führte mehrere Reisen zu Sonnenfinsternissen durch und betrieb Forschungen zu der Natur der Sonnenflecken. 1904 traf er dabei in England erstmals mit Andrew Carnegie zusammen, der später auch die Treptow-Sternwarte in Berlin besuchte. 1907 absolviert er eine längere Reise in die USA, wo er unter anderem mit Thomas Alva Edison, Simon Newcomb, Edward Charles Pickering und Williamina Fleming zusammentraf. Bei dieser Reise erhielt er auch die Ehrendoktorwürde der Western University of Pennsylvania. Archenhold war am Berliner Programm der Physik der Hochatmosphäre mit Otto Jesse und Wilhelm Foerster beteiligt. Er beobachtete auf der Sternwarte Leuchtende Nachtwolken und arbeitete eng mit Jesse zusammen. 
Archenhold konnte zahlreiche bekannte Wissenschaftler und Forscher zu Vorträgen in der Sternwarte gewinnen, einer der im Nachhinein wohl wichtigsten Vorträge dürfte am 2. Juni 1915 der erste öffentliche Vortrag Albert Einsteins zur Relativitätstheorie gewesen sein. Archenhold war Kriegsgegner und sympathisierte mit dem 1914 gegründeten Bund Neues Vaterland. 1925 bei der Gründung der Panterra-Gesellschaft wurde Archenhold neben dem 1. Vorsitzenden Professor Kapp und dem 2. Vorsitzenden Rudolf Nebel Geschäftsführer.
Archenhold wurde Ehrenvorsitzender des am 17. Juli 1928 gegründeten Berliner Flugvereins, der das Flugwesen in jeder Richtung fördern wollte. 1931, zu seinem 70. Geburtstag, legte Archenhold das Amt des Direktors nieder. Nachfolger wurde sein Sohn Günter Archenhold (1904–1999). Die Grabstätte Friedrich Simon Archenholds befindet sich im Mittelweg des landeseigenen Zentralfriedhofs Friedrichsfelde.
Friedrich Simon Archenhold war seit dem 3. Juli 1897 mit Alice Archenhold, geb. Markus (* 27. August 1874), verheiratet. Das Paar hatte fünf Kinder. Mit der Machtergreifung der Nationalsozialisten 1933 kam es zu Übergriffen gegen die jüdischstämmige evangelisch-reformierte und dissidentische Familie Archenhold. Alice Archenhold und ihre Tochter Hilde wurden von den Nationalsozialisten verhaftet und ins Konzentrationslager Theresienstadt deportiert, wo beide ermordet wurden. Alice Archenhold verstarb am 9. Februar 1943. An ihrem Todestag wurde 2010 in Berlin-Niederschöneweide eine Straße nach ihr umbenannt.

## Ehrungen

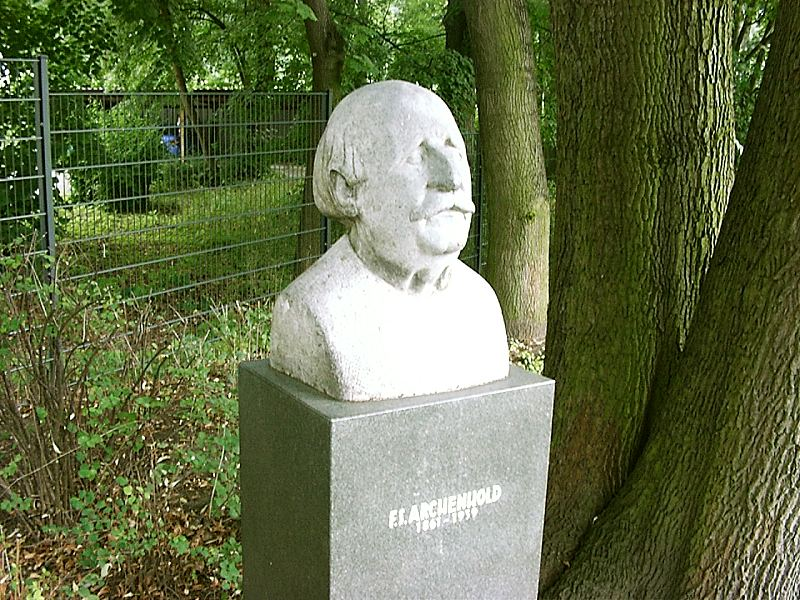
Büste von Friedrich Simon Archenhold vor der Archenhold-Sternwarte in Alt-Treptow

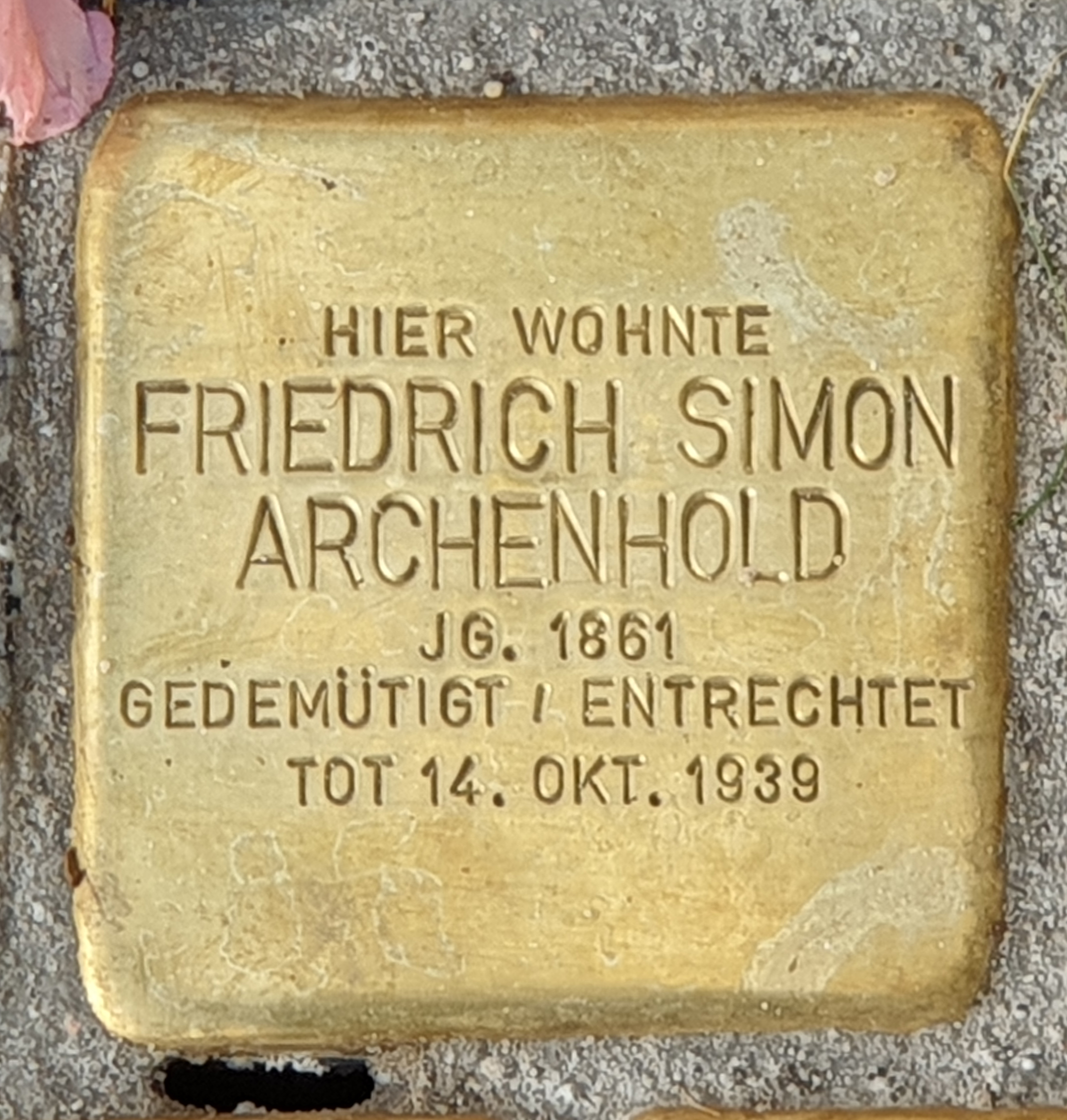
Stolperstein in Berlin-Alt-Treptow

Auf Ratsbeschluss verlieh die Stadt Lichtenau Archenhold am 6. Oktober 1931 die Ehrenbürgerschaft.
Nachdem die Sternwarte 1946 den Ehrennamen ihres Gründers erhalten hatte, ließ die DDR von Bildhauer Theo Balden eine Büste aus Granit schlagen. Die Büste wurde 1961 vor dem Hauptgebäude der Sternwarte aufgestellt.
Im Jahre 1990 benannte Lichtenau die Simon-Archenhold-Straße zu Ehren des Astronomen und am 27. Mai 1993 erhielt die Hauptschule im Schulzentrum der Stadt den Namen Archenholdschule in Anerkennung seiner Verdienste um die Verbreitung von Bildung.
Seit dem 14. Oktober 1992 trägt ein Gymnasium in Berlin-Niederschöneweide den Namen Archenholds.
1999 wurde der Asteroid (4030) Archenhold nach Friedrich Simon Archenhold benannt.
Eine Straße im Seebad Bansin auf der Insel Usedom, die auf Grundstücken angelegt wurde, die Archenhold 1902 mit Kauf des Hauses Archenhold in der Seestraße 63 (jetzt neu nummeriert 62b) beiderseits dieser Straße erworben hatte, erhielt den Namen Archenholdweg.
Am 13. Oktober 2023 wurden vor seinem ehemaligen Wohnort, Berlin-Alt-Treptow, Alt-Treptow 1, Stolpersteine für ihn und seine Familie verlegt.

## Werke
- Herausgeber und Begründer der Zeitschrift Das Weltall (1900–1944); astw.de
- Raphael Loewenfeld (Hrsg.): Kongress für Volksunterhaltung. Die Volksunterhaltung; Vorträge und Berichte von F. S. Archenhold, Albert Dresdner [et al.] Stenographischer Bericht über den Ersten Kongress … am 13. & 14. Nov. 1897 zu Berlin. F. Duemmler, Berlin 1898 (Standort: Leo Baeck Institut, New York).
- Friedrich Simon Archenhold produzierte gemeinsam mit Oskar Messter im Jahr 1912 den weltweit ersten Film einer Sonnenfinsternis.[12]